# Bram Moersas
Bram Moersas, właśc. R.H. Bramantio W. (zm. ?) – indonezyjski piosenkarz i autor utworów muzycznych.
Pochodził z Batang na Jawie. Okres jego aktywności przypadł na lata 80. XX wieku. Rozpoznawalność przyniosła mu wygrana w konkursie Lomba Cipta Lagu Remaja Prambors, gdzie zaprezentował stworzony przez siebie utwór „Jujur”. W dalszym okresie aktywności zajmował się głównie tworzeniem piosenek dla innych artystów muzycznych. Jest zaliczany do grona kompozytorów, którzy przyczynili się do rozwoju indonezyjskiej muzyki popularnej.
W 1995 r. wydał album pt. K’edanan. Jego piosenka „Jujur” została ponownie wykonana przez zespół Java Jive (2013).
Jego bratem był wokalista Akhman Ismail (Maman).